# Capitale française de la culture
Pour les articles homonymes, voir capitale de la culture.
Le titre de Capitale française de la culture est un label officiel attribué pour une année entière à une ville ou une intercommunalité, désignée par le Ministère français de la Culture. Le rythme d'organisation est biennal, et la première édition a eu lieu en 2022.
Ce dispositif est inspiré du programme des capitales européennes de la culture, créé en 1985 par l'Union européenne, et du programme de Capitale italienne de la culture, créé en 2015.

## Histoire

### Genèse du projet
Le principe de ce programme est avancé en 2013 par Daniel Janicot, responsable du think tank Pro Cultura, et Bernard Faivre d'Arcier, haut-fonctionnaire et ancien directeur du Festival d'Avignon, ville qui a obtenu le titre de Capitale européenne de la culture en 2000,. Ils motivent ce projet par l'éloignement de plus en plus important entre deux échéances pour un même pays (quinze ans pour la France entre Marseille-Provence 2013 et 2028), du fait de l'élargissement de l'Union européenne, et par le souci de valoriser les idées avancées dans les projets des villes candidates non retenues pour le label européen.
En novembre 2014, les promoteurs présentent une version provisoire du projet, susceptible de créer après quelques éditions un « effet Galeries Lafayette » : « on pourrait y venir les yeux fermés dès lors qu’une réputation, qu’un contrat de confiance serait acquis auprès des organismes de tourisme culturel ». Le budget prévisionnel d'une candidature est alors évalué à 20 à 30 millions d'euros, dont 15 % à la charge de l'État (soit 4,5 millions d'euros). La finalisation du programme est alors prévue pour 2017 avec réunion du jury dès 2015.
En décembre 2014, Bernard Faivre d'Arcier est invité par la commission Culture de l'association France urbaine à présenter son projet à cette assemblée. Le projet s'appuie alors sur des initiatives proches, comme les capitales régionales de la culture de la région Nord-Pas-de-Calais (mises en place après le projet Lille 2004) ou le label UK City of Culture (en) au Royaume-Uni.
En 2016, Bernard Faivre d'Arcier réitère sa proposition dans le cadre de l'opération des « Etats généreux de la Culture » organisés par le magazine Télérama, et précise les contours de l'initiative : moteur d'une offre de tourisme culturel, mobilisation de la jeunesse des territoires concernés, rassemblement des différentes catégories de population, valorisation des politiques culturelles des collectivités locales (notamment leur capacité à susciter des collaborations internationales) et des partenariats entre acteurs locaux (institutionnels, société civile, acteurs privés...). Le programme ne doit pas constituer une application locale du programme des Capitales européennes, mais plutôt viser à mettre en lumière « trois ou quatre grands projets innovants par ville lauréate », laquelle serait sélectionnée par un jury composé à hauteur d'un tiers de professionnels étrangers. Six critères d'éligibilité sont alors avancés :
- l'innovation artistique,
- la coopération internationale,
- la promotion du tourisme culturel,
- la durabilité,
- la capacité de mise en œuvre,
- la participation citoyenne, et tout particulièrement celle de la jeunesse[6].

### Concrétisation
En 2018, la ministre de la Culture Françoise Nyssen charge Bernard Faivre d'Arcier d'une mission de lancement du projet, visant à codifier une procédure de désignation, établir des critères de sélection des villes et constituer un jury chargé d'attribuer le premier titre pour l'année 2021. Un des objectifs désormais clairement affirmé est la revitalisation des villes moyennes. Le rythme de désignation prévu est alors triennal. Le programme est officiellement annoncé lors du 3e comité interministériel du tourisme du 18 juillet 2018. Le départ de Françoise Nyssen du ministère de la Culture à l'automne 2018 freine l'avancée du dossier
Lors du 4e comité interministériel du tourisme du 17 mai 2019, le lancement des Capitales françaises de la culture est finalement annoncé pour la période septembre 2021-septembre 2022, avec appel à candidatures fin 2020. Le seuil démographique 20 000 - 200 000 habitants est retenu.
En juillet 2020, la procédure et le calendrier sont précisés. En octobre, le projet est confirmé par la nouvelle ministre Roselyne Bachelot et le dispositif est officiellement lancé avec l'ouverture de l'appel à candidatures.
Après deux éditions, le principe semble toutefois suspendu, aucune démarche pour 2026 n'ayant été initiée début 2025. Cet arrêt, non confirmé par le ministère, s'inscrit dans un contexte de restrictions budgétaires, mais aussi dans la perspective de préparation des actions de Bourges, désignée Capitale européenne de la culture en 2028.

## Principe
Le titre de Capitale française de la culture est attribué pour une année civile à une commune ou un intercommunalité, et ce tous les deux ans, à partir de l'année 2022. Seuls les territoires peuplés de 20 000 à 200 000 habitants sont éligibles, alors que la version initiale du projet, en 2014, le prévoyait ouvert aux métropoles (intercommunalités) et pôles métropolitains, voire éventuellement à une liste élargie de 37 « grandes villes ». La coordination et la mise en œuvre du projet sont confiés à la Réunion des musées nationaux et du Grand Palais des Champs-Élysées.
Les candidatures pour la première édition sont à déposer entre le 8 octobre et le 31 décembre 2020, pour une sélection régionale des candidatures par les DRAC en janvier 2021, et une annonce du premier lauréat en mars,.
La ville ou groupement lauréat est soutenu par l'État à hauteur d'un million d'euros, provenant équitablement du Ministère de la Culture et de la Banque des territoires de la Caisse des dépôts et consignations.
Huit critères de sélections sont retenus :
- caractère innovant ;
- assurance de la transmission artistique et culturelle ;
- participation des habitants ;
- rayonnement et coopération internationale ;
- accessibilité à l'égard des personnes en situation de handicap ;
- solidarité territoriale ;
- capacité de mise en œuvre ;
- inscription dans la durée.

### Jury professionnel
En 2020, le jury de désignation de la première ville lauréate est composé de sept professionnels du milieu culturel, : Bénédicte Froidure, directrice de la scène de musiques actuelles File7 de Magny-le-Hongre, Adel Abdessemed (artiste), Fazette Bordage, fondatrice du Confort moderne de Poitiers,Hassane Kassi Kouyaté, metteur en scène et directeur du Festival des francophonies en Limousin,Bernard Faivre d'Arcier, Françoise Benhamou, économiste de la culture et Éléonore de Lacharrière, déléguée générale de la Fondation Culture et diversité.
Pour l'édition 2024, le jury est notamment composé, entre autres, de Thomas Joly, Marie Lavandier, Isabelle Giordano et Vincent Guillon. Il nomme Maud Le Floc'h (directrice et fondatrice du POLAU) présidente.

### Liste des capitales françaises de la culture

#### 1eédition - Villeurbanne (2022)

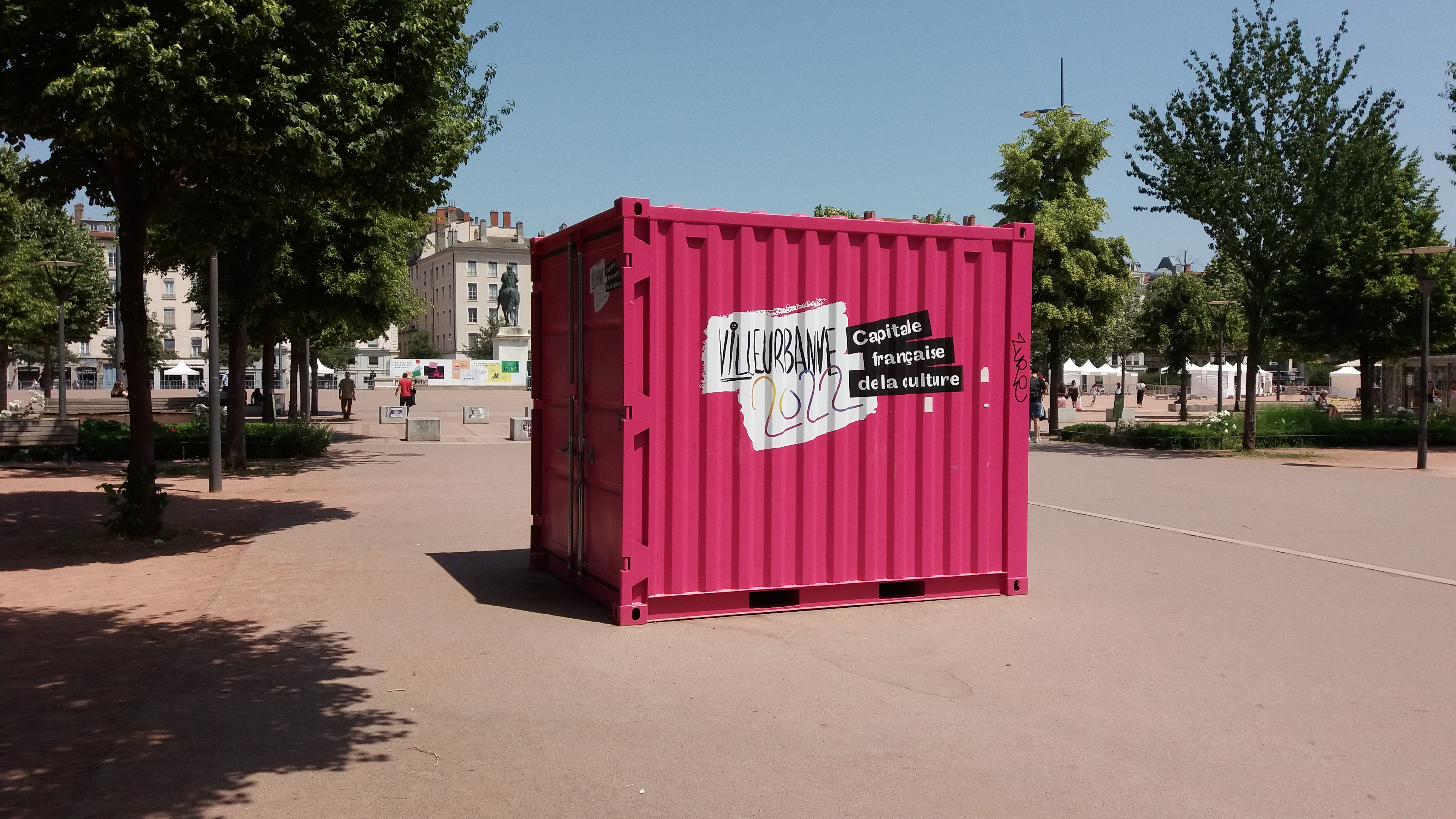
Container avec la mention « Villeurbanne 2022 Capitale française de la culture ».

29 collectivités sont candidates, et 9 finalistes sont annoncées en février : la communauté d'agglomération du Grand Angoulême, Brest, Laval, Le Mans, Metz, Saint-Paul de la Réunion, Sète, la communauté de communes du Val Briard et Villeurbanne,,.
C'est Villeurbanne qui est finalement choisie, le 30 mars 2021. Dans le cadre de cette édition, plus de 700 manifestations culturelles diverses y portent le label "Capitale française de la culture". Celles-ci ont réunies plus de 700 000 personnes. Le maire de la ville, Cédric Van Styvendael, salue cette première édition, qu'il perçoit comme une réussite ayant impacté positivement Villeurbanne.
Une enquête réalisée en juillet 2022 montre une forte reconnaissance du dispositif par les habitants de la ville (87% des personnes interrogées savaient que Villeurbanne était Capitale française de la culture).
Le budget prévisionnel de 3,5 millions d'euros présenté par la ville dans son dossier de candidature aurait été dépassé d'une dizaine de millions d'euros, augmentation permise par des aides de l'Etat, de la Métropole de Lyon et de recettes du mécénat privé meilleures qu'anticipées. Ces coûts importants, associés à l'inflation, questionnent selon le maire la capacité de la municipalité, et des collectivités de manière générale, de continuer à développer et de pérenniser les grands projets culturels.

#### 2eédition - Pays de Montbéliard Agglomération (2024)
Six territoires sont candidats pour 2024 : Alès Agglomération, Beauvais et la communauté d’agglomération du Beauvaisis, Bourg-en-Bresse et Grand Bourg Agglomération, Issy-les-Moulineaux, Pays de Montbéliard Agglomération, la communauté d'agglomération Territoires vendômois.
C'est Pays de Montbéliard Agglomération qui est choisie, le 13 janvier 2023, comme capitale française de la culture 2024.